# Zimowy Rajd Ziemi Białostockiej 1963
1. Zimowy Rajd Ziemi Białostockiej – 1. edycja Zimowego Rajdu Ziemi Białostockiej. Był to rajd samochodowy rozgrywany od 9 do 10 lutego 1963 roku. Była to pierwsza runda Rajdowych Samochodowych Mistrzostw Polski w roku 1963. Składał się z następujących prób: 2 odcinków specjalnych, 1 próby hamowania i 1 slalomu. Został rozegrany na śniegu i lodzie. Rajd rozegrany został w formie zjazdu gwiaździstego do Białegostoku. Zwycięzcą został Mieczysław Sochacki.

## Wyniki końcowe rajdu[2][3]
Wyniki nieoficjalne.
| Miejsce | Kierowca            | Pilot             | Samochód         | Klasa                |
| ------- | ------------------- | ----------------- | ---------------- | -------------------- |
| 1       | Mieczysław Sochacki | Zenon Leszczuk    | Škoda Octavia TS | kat. II pow. 850 cm3 |
| 2       | Ksawery Frank       | Andrzej Zieliński | Volvo 122        | kat. II pow. 850 cm3 |